# Franz-Josef-Bahnhof
Franz-Josef-Bahnhof (FJB) is een station in het Weense stadsdeel Alsergrund dat werd geopend in 1872.

## Geschiedenis
In 1870 begon de Kaiser-Franz-Josefs-Bahn haar diensten op het traject Eggenburg–Wenen waarbij ze aan de Weense kant een provisorium ten noorden van het gerealiseerde station genoegen moest nemen. De bouwers wilde het station op goedkope grond buiten de stad bouwen terwijl de gemeente vooral een goede bereikbaarheid vanuit de binnenstad wilde. De definitieve locatie werd in 1872 bepaald op het terrein van het voormalige Palais Althan-Pouthon. In 1891 werd het station aanzienlijk uitgebreid en de gelegenheid werd aangegrepen om het helemaal te voorzien van elektrische verlichting hetgeen door de Internationale Elektricitätsgesellschaft werd uitgevoerd.
Aan het einde van de 19e eeuw stuitte het station in toenemende mate tegen de capaciteitsgrenzen door de gecompliceerde afhandeling van langeafstandsverkeer tussen het lokale vervoer door. Om dit te verhelpen zou het station ingrijpend verbouwd moeten worden, maar de verkeersplanners kozen voor de bouw van de Stadtbahn die tussen 1898 en 1901 werd aangelegd. Hierdoor konden de stoptreinen uit Tulln als bij het nieuwe station Heiligenstadt de Vorortelinie, de Gürtellinie of de Donaukanallinie nemen. De electrificatie van de Stadtbahn in 1925 betekende dat alleen nog de Vortortlinie gebruikt kon worden door de stoptreinen.
In 1907 werd het station door de nog steeds bestaande tramlijn 5 (Westbahnhof–Praterstern) met twee van de belangrijkste stations in Wenen alsmede het toen nog bestaande Nordwestbahnhof verbonden.
In 1918 werd het woord Kaiser uit de stationsnaam geschrapt en ook in dienstregeling heet het sindsdien Franz-Josefs-Bahnhof.
Het in de stijl van de Ringstraße opgetrokken station werd aan het einde van de Tweede Wereldoorlog door meerdere luchtbombardementen beschadigd. Door gevechten met het Rode Leger in april 1945 vloog het station in brand.

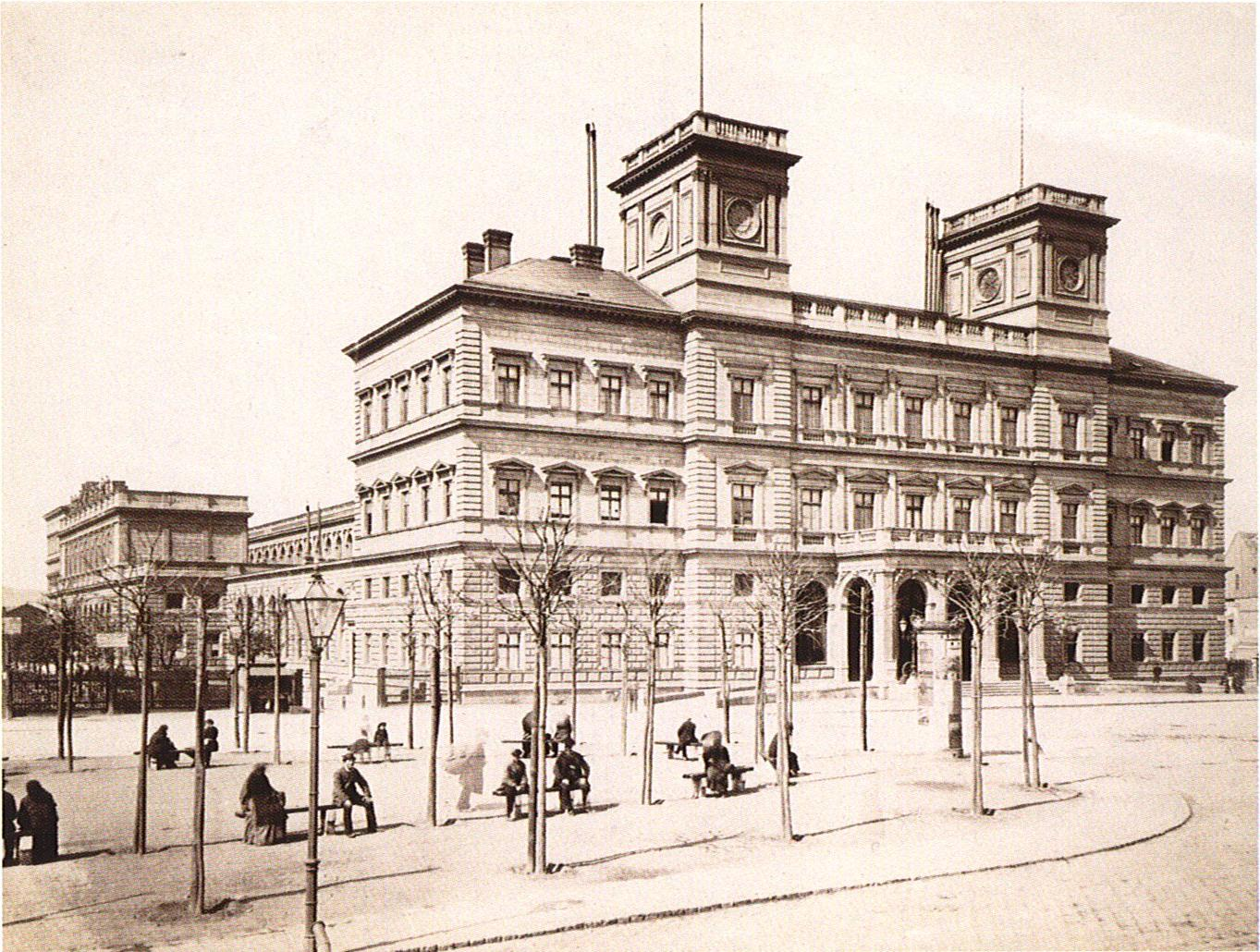
Het station in 1880
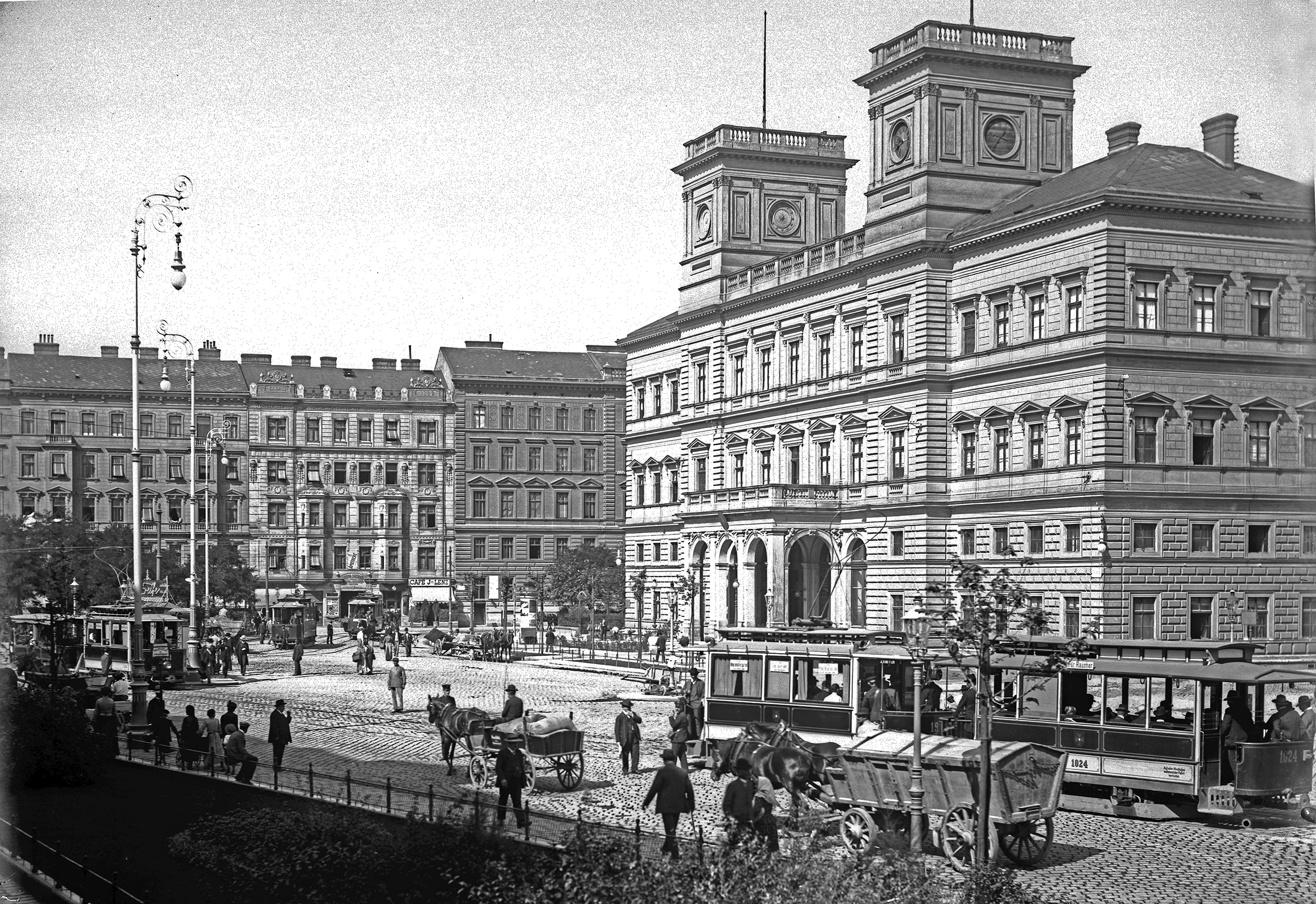
Het stationsplein rond 1905

## Wederopbouw
Als enige grote station in Wenen kon het Franz-Josefs-Bahnhof al meteen na afloop van de oorlog weer gebruikt worden. De herstelwerkzaamheden werden zakelijk doorgevoerd, waarbij de tijdstorens werden gesloopt en de bepleistering en geveldelen werden verwijderd. In 1967 was het de coulisse voor de film Mayerling van regisseur Terence Young met de acteurs Omar Sharif, Catherine Deneuve en James Mason. Aan het eind van de jaren 60 was het, inmiddels bijna 100 jaar oude, station zodanig vervallen dat sloop werd overwogen wat in 1974 ook gebeurde.
Het nieuwe station werd ontworpen door de architectengroep Schwanzer, Krampf, Glück, Hlaweniczka, Requat en Reinthaller en in 1978 kon het station in gebruik genomen worden. Het zwaartepunt van het ontwerp was echter niet het treinverkeer maar de kantoorruimte bovenop de betonnenvloer boven de sporen die winstgevend verhuurd kon worden op de locatie vlak bij het centrum. De laatste gebouwen op deze betonnenvloer werden begin jaren 90 voltooid. Dit betrof vooral het Universitätszentrum Althanstraße (UZA) met de voormalige locatie van de economische universiteit (UZA 1) en de instituten voor geologie, farmacie, biologie en theater, film en media wetenschappen van de Weense universiteit (UZA 2-5).
Na het besluit in 2007 om de economische universiteit te verplaatsen van het terrein, dat eigendom van de staat en de ÖBB is, zijn er plannen gemaakt voor de herbestemming van het gebied. Begin 2011 werd voorgesteld om het station helemaal te verlaten, maar het grootste deel van de faculteiten bleef gevestigd aan de Althanstraße.

## Regionaal
Tot aan de dienstregeling 1991/92 hadden de sneltreinen tussen Wenen en Praag de Franz-Josefs-Bahn als vaste route. Daarnaast reed ook het paradepaardje Vindobona tussen Berlin-Lichtenberg en Wenen via Praag over deze lijn. Sindsdien rijden deze treinen van en naar het Hauptbahnhof en is FJB alleen nog van belang voor het regionaal vervoer. Dit betreft de stoptreinen naar het Wienerwald en het gebied ten zuiden van de Donau ten westen van Wenen, alsmede naar het Waldviertel. Het is een van de eindpunten van de S40 en regionale sneltreinen naar Krems an der Donau, Sigmundsherberg en České Velenice. Door de opening in 1996 van het OV knooppunt Spittelau 600 meter ten noorden van het station nam het belang van het station verder af.
Van 2010 tot 2019 reed vanaf 1 mei tot 26 oktober eenmaal per dag de Radexpress Donau, later Radtramper Donau, tussen FJB en Passau. Deze trein was gericht op fietsers die hun fiets mee konden nemen naar het andere einde van de Donauradweg. 's Morgens reed de trein zonder stoppen naar Passau en aan het eind van de middag konden fietsers in de andere richting met de trein terug naar Wenen. Sinds december 2022 rijdt dagelijks, in het weekeinde zelfs tweemaal daags, de regioexpress Silva Nortica naar Praag. Het grootste aantal bezoekers kent het station in het weekeinde, niet door reizigers maar door klanten van de supermarkt die door de vestiging in een station is uitgezonderd van zondagssluiting.

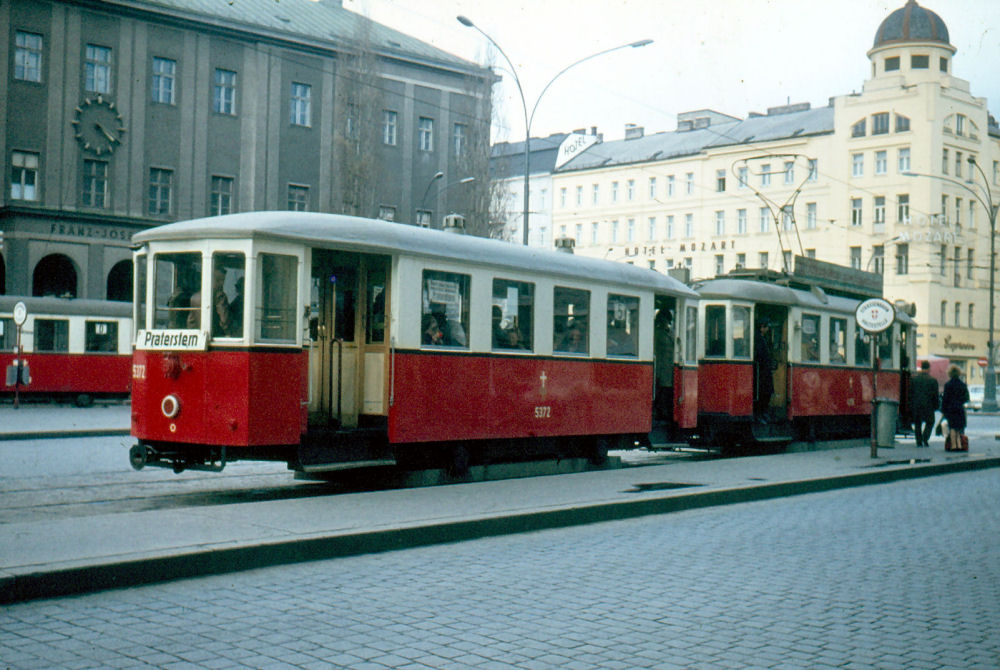
De trams op het stationsplein in 1972
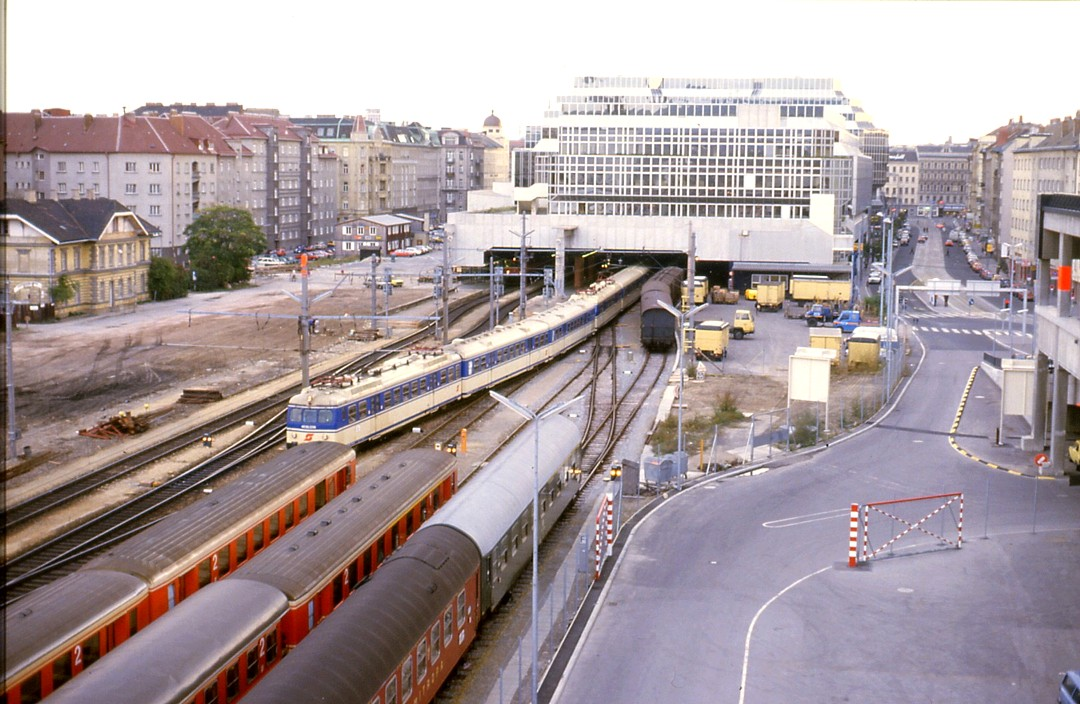
Het station in 1983 gezien uit het noorden
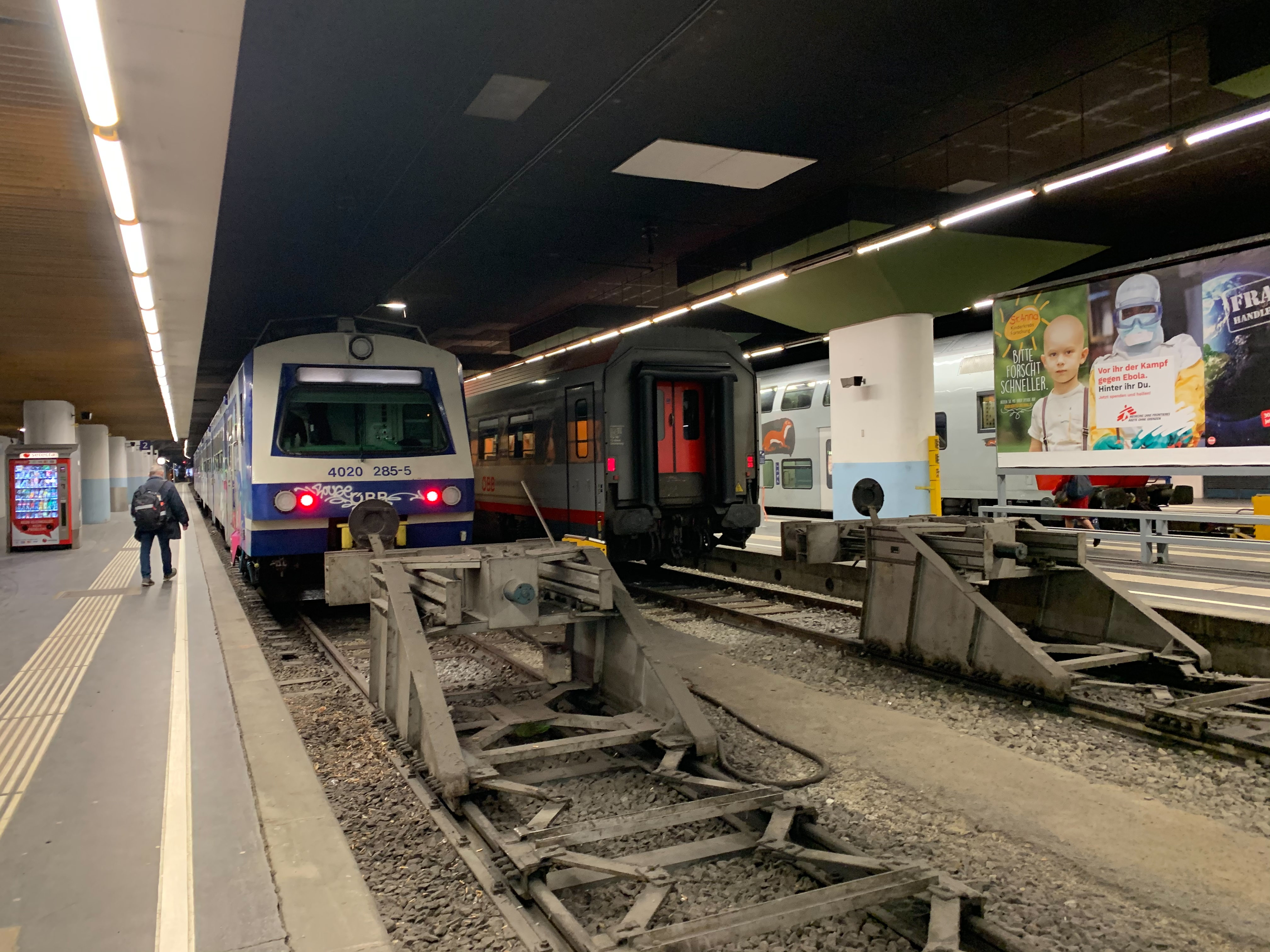
De perrons in 2021